# Phloeoxena herculeano
Phloeoxena herculeano är en skalbaggsart som beskrevs av Ball. Phloeoxena herculeano ingår i släktet Phloeoxena och familjen jordlöpare. Inga underarter finns listade i Catalogue of Life.